# Gwardia Ludowa WRN
Pour les articles homonymes, voir Gwardia Ludowa.
Gwardia Ludowa WRN (GL WRN) (en français : Garde populaire "Liberté, Égalité, Indépendance") est un mouvement de résistance polonais créé en 1939 d'une faction du Parti socialiste polonais - Liberté, Égalité, Indépendance (pl) (WRN).
En 1940, le mouvement est subordonné au Związek Walki Zbrojnej (ZWZ), qui devient Armia Krajowa (AK) en 1942. En 1944 Gwardia Ludowa WRN compte environ 42 000 hommes. Avec l'AK, les troupes de Gwardia Ludowa WRN prennent part à l'insurrection de Varsovie dans les arrondissements de Wola, Żoliborz, Ochota, Mokotów et Śródmieście. Le mouvement est dissout au début 1945.

## Organisation
La Garde populaire "Liberté, Égalité, Indépendance" est créée en octobre 1939. Dans les mois qui suivent, dix groupes se forment autour et à Varsovie, Lublin, Radom, Kielce, Cracovie, Rzeszów, Łódź, en Silésie et en Pomeranie. En novembre 1941, un nouveau groupe est créé à Vilnius. Les expulsions de la population des terres annexées par le Troisième Reich et les nombreuses arrestations marquent la dissolution des groupes de Łódź et de Poméranie.
Dans chaque groupe local, trois sections forment une équipe, trois équipes forment un peloton, trois pelotons forment une compagnie, trois compagnies forment un bataillon et trois bataillons forment un régiment. À chaque échelon, ce sont les hommes qui choisissent leurs chefs.
Chaque homme qui désire joindre les rangs de la Garde populaire doit promettre solennellement de donner sa vie à la Pologne et d'œuvrer à la libération du peuple polonais de l'oppression et de l'exploitation capitaliste. Il doit également jurer une obéissance absolue à ses supérieurs et aux ordres de la garde populaire et de se montrer solidaire des décisions du Parti.
Kazimierz Pużak (pl) est le commandant en chef de la Gwardia Ludowa WRN.

## Sources
- (pl) Cet article est partiellement ou en totalité issu de l’article de Wikipédia en polonais intitulé « Gwardia Ludowa WRN » (voir la liste des auteurs).